# Hugh Binney

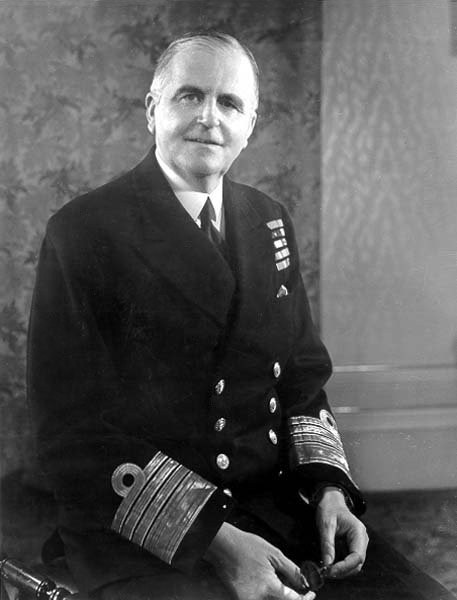
Sir Hugh Binney (1948)

Sir Thomas Hugh Binney (* 9. Dezember 1883 in Douglas, Isle of Man; † 8. Januar 1953 in Colchester, Essex) war ein britischer Admiral und Gouverneur von Tasmanien.

## Leben
Bereits im Alter von 13 Jahren ging Binney als Kadett an Bord des Ausbildungsschiffs Britannia. 1904 wurde er zum Lieutenant befördert. Während des Ersten Weltkriegs diente er als Artillerieoffizier an Bord des Schlachtschiffs Queen Elizabeth und nahm an der Schlacht von Gallipoli teil und wurde im Dezember 1916 zum Commander befördert. 1922 wurde er nach seiner Beförderung zum Captain zur China Station versetzt. Später kommandierte er die Schlachtschiffe Nelson und Hood. 1934 wurde er zum Rear-Admiral und 1938 zum Vice-Admiral befördert. Nach Ausbruch des Zweiten Weltkriegs wurde er Flaggoffizier der Orkney- und Shetlandinseln. 1942 wurde Binney zum Admiral befördert.
Nach Ende des Kriegs zog sich Binney 1945 aus dem Militärdienst zurück und wurde im Dezember Gouverneur von Tasmanien und hatte dieses Amt bis zu seinem Rücktritt im Mai 1951 inne. Nachdem er wegen einer Entzündung der Gallenblase behandelt worden war, starb er 1953 an einer Lungenembolie.

## Orden und Ehrenzeichen
- 1919: Companion des Distinguished Service Order (DSO)
- 1935: Companion des Order of the Bath (CB)
- 1940: Knight Commander des Order of the Bath (KCB)
- 1946: Bailiff Grand Cross des Order of St. John (KGStJ)
- 1951: Knight Commander des Order of St. Michael and St. George (KCMG)